# Geostrofisk vind
Geostrofisk vind är den (teoretiska) vind som produceras av den så kallade geostrofiska balansen mellan Corioliskraften och tryckkraftsgradienten som verkar på en luftmassa och tvingar vinden att blåsa längs med tryckisobarerna i atmosfären. 
I ett "rent" geostrofiskt flöde måste isobarerna var räta och en sådan balans är därför sällsynt i verkligheten eftersom många andra krafter verkar på vinden, till exempel markfriktion eller centrifugalkraften från krökta flöden. Förutom i tropikerna liknar dock atmosfärens dynamik vanligen geostrofiska flöden och de utgör därför en första, god approximation vid vindberäkningar.

## Geostrofisk balans
Tryckkraftsgradienten gör att luft strömmar från områden med högtryck till områden med lågtryck. Jordens rotation gör dock att Corioliskraften tvingar vindarna att böja av till höger på norra halvklotet och till vänster på södra halvklotet. Då vindhastigheten ökar förstärks även den avvikelse som Corioliskraften orsakar. Avvikelsen fortsätter att öka till dess vinden slutar strömma mot lågtrycksområdet och istället följer en isobar, en linje som indikerar lika tryck. Sammantaget gör detta att lågtryckssystem roterar moturs och högtryckssystem medurs på norra halvklotet och vice versa på södra halvklotet.
Förklaringen ovan utgår från en hypotetisk utgångspunkt där geostrofisk balans råder i atmosfären, något som aldrig förekommer i verkligheten.
I närheten av marken bryts den geostrofiska balansen av friktionen mellan luft och mark som saktar ned flödet och därmed minskar Corioliseffekten. Vid marknivå tenderar därför vindar att röra sig mot lågtrycksområden, om än med stor avvikelse, vilket är förklaringen till att vindarna i högtryckssystem radierar ut från systemens centrum medan det motsatta gäller för lågtryckssystem.

## Vindmodellering
Vid vindmodellering kan man bortse från effekterna av friktionen och ändå med god precision approximera det synoptiska momentanflödet i troposfären vid mellanlatituderna. Även om dessa ageotrofiska faktorer är relativt små har de dock stor betydelse för flödets utveckling med tiden.
Den geostrofiska vinden {\displaystyle (u_{g},v_{g})} kan härledas från de primitiva ekvationerna genom den geostrofiska approximationen:
{\displaystyle u_{g}=-{g \over f}{\partial Z \over \partial y}}
{\displaystyle v_{g}={g \over f}{\partial Z \over \partial x}}
där 
- g är tyngdkraftsaccelerationen (9.81 m.s-2)
- f är Coriolisparametern (omkring 10-4 s-1, varierar med latitud)
- Z är fältet med geopotenialhöjd.

Approximationens värde beror på det lokala Rossbynumret och eftersom f=0 vid ekvatorn används inte approximationen i tropikerna. Andra varianter av ekvationen är möjliga, till exempel genom att ersätta Z med tryckfältet, men de är något mer komplicerade.